# Inverno (Purvītis)
Inverno (letão: Ziema) é uma pintura a óleo sobre tela impressionista pelo pintor letão Vilhelms Purvītis a partir de 1910. Tem dimensões de 72 centímetros por 101,3 centímetros. Está na coleção do Museu Nacional de Arte Letã em Riga.
Retrata neve, inverno, floresta, céu, nuvem e árvore. O assunto é de uma paisagem de neve com metade de um rio gelado como grupos de árvores e sol da tarde.
Purvītis é considerado um ícone da pintura letã do século XX.